# Гуидобалд фон Тун и Хоенщайн
Гуидобалд фон Тун и Хоенщайн (на немски: Cardinal Guidobald Graf von Thun und Hohenstein; Guidobald Cardinal von Thun; * 16 декември 1616, Кастелфондо, Южен Тирол; † 1 юни 1668, Регенсбург) е граф на Тун и Хоенщайн в Тирол, кардинал (1667), княжески архиепископ на Залцбург (1654 – 1668), принципалкомисар (заместник на императора) в Райхстага и епископ на Регенсбург (1666 – 1668).

## Живот
Той е вторият син на граф Йохан Зигизмунд фон Тун и Хоенщайн (1594 – 1646) и първата му съпруга графиня Барбара фон Тун-Калдес († 1618). Полубрат е на Венцеслаус фон Тун и Хоенщайн (1629 – 1673), епископ на Пасау (1664 – 1673) и Гурк (1665 – 1673), и Йохан Ернст фон Тун-Хоенщайн (1643 – 1709), епископ на Зекау (1679 – 1687) и княжески архиепископ на Залцбург (1687 – 1709).
На 22 януари 1645 г., на 28-годишна възраст, Гуидобалд фон Тун и Хоенщайн става свещеник в Залцбург. На 3 февруари 1654 г. е избран за архиепископ на Залцбург. През 1662 г. император Леополд I го прави принципалкомисар в Райхстага в Регенсбург. На 7 март 1666 г. той е избран за епископ на Регенсбур, а на 7 март 1667 г. за кардинал.
Гуидобалд фон Тун и Хоенщайн обича лукса, строи в Залцбург, завършва университета и въвежда катедрата по медицина.
Той умира на 1 юни 1668 г. в Регенсбург на 51 години, 24 дена след падане от мост в реката, докато е на риболов. Погребан е до олтара на „Св. Францискус“ в катедралата на Залцбург.

## Галерия
- Гробното място на архиепископ Тун
- Паметник на архиепископ Тун в катедралата на Залцбург